# Teteh Bangura
Ibrahim "Teteh" Bangura (Freetown, 27 december 1989) is een profvoetballer uit Sierra Leone die als aanvaller speelt.

## Carrière
Hij begon in de jeugd van Kallon FC en in het seizoen 2006/2007 was hij topscorer in de Sierra Leone National Premier League. Het leidde tot stages bij AC Milan en diverse andere clubs, maar hij kreeg geen contract. Bangura ging toen naar de Cleveland City Stars van de USL First Division in 2009, en werd kort daarna op huurbasis uitgeleend aan Cascade Surge van de USL Premier Development League. Daarna ging hij op proef bij het Zweedse Köping FF wat een succesvolle periode bleek, waarna AIK Fotboll interesse in hem kreeg en hem voor 3 seizoenen vastlegde. Na een succesvol seizoen werd hij in 2011 aangetrokken door Bursaspor waar hij in zijn eerste seizoen redelijk succesvol was maar daarna driemaal verhuurd werd. In 2015 speelde hij kort bij Mjällby AIF en in 2016 speelt hij voor GAIS.

### AIK
Mede dankzij de invloed van AIK mede-speler Mohamed Bangura, ondertekende hij een driejarig contract dat op 1 januari 2011 inging.
In het lopende Allsvenskan 2011 seizoen, werd Bangura topschutter met 15 goals in 15 wedstrijden, daarmee liep hij 1 op 1, hij kwam mede aan dit aantal door op 11 juli 2011 vier keer te scoren. Door zijn uitstekende optredens wekte Bangura de interesse van Europese topclubs.

### Bursaspor
Na een periode van interesses van Newcastle United en Real Mallorca, ondertekende Bangura op 8 augustus 2011 een vijfjarig contract bij het Turkse Bursaspor, voor een transferbedrag rond de 2,8 miljoen euro. Bangura werd tussentijds verhuurd aan Sanflorispor en het Israëlische Beitar Jeruzalem.
Per januari 2014 wordt Bangura voor een half seizoen verhuurd aan AIK Fotball. In 2015 kwam hij eerst uit voor Anorthosis Famagusta op Cyprus en in augustus verbond hij zich aan Mjällby AIF.